# 瓦尔莫登
瓦尔莫登是德国下萨克森州的一个市镇。总面积16.82平方公里，总人口967人，其中男性493人，女性474人（2011年12月31日），人口密度57人/平方公里。